# Aloe diolii
Aloe diolii es una  especie de Aloe nativa de  Sudán.

## Descripción
Aloe diolii está ramificado desde la base, formando grupos sueltos. Los brotes reptantes, de hasta 35 centímetros de largo, enraízan en contacto con el suelo. Las hojas en forma de hoz son triangulares en número de ocho-diez formando rosetas. Es de color mate verde de 25 centímetros de largo y 2,5 centímetros de ancho. Situado en la superficie de la hoja se encuentran unos pocos puntos dispersos, blancos y alargados. La superficie de las hojas es ligeramente áspera con dientes  de color rojo  en el margen de la hoja de 1 milímetro de largo y a una distancia de 2 a 8 milímetros.  El jugo seco de la hoja es amarilla a marrón. La inflorescencia es simple y consiste de dos a seis ramas y tiene 36 cm de largo.  Las brácteas triangulares, estrechándose tienen una longitud de 4 a 5 milímetros, y son de 2 mm de ancho. Las  flores son de color amarillo brillante y tiene una raya central roja y miden de 20 a 25 milímetros de largo y se recortan en su base. 

## Taxonomía
Aloe diolii fue descrita por Leonard Eric Newton y publicado en Cactus and Succulent Journal 67(5): 277–278, en el año 1995.
Etimología
Ver: Aloe
diolii: epíteto otorgado en honor del italiano Maurizio Dioli.